# Tupac Shakur
Tupac Amaru Shakur (n. 16 iunie 1971, New York City, New York, SUA – d. 13 septembrie 1996, Las Vegas, Nevada, SUA), cunoscut sub numele de 2Pac, Makaveli sau doar Pac, a fost un rapper american renumit pentru stilul lui de rap și muzica sa, cariera de actor, poezii și activitatea socială. Este inclus în Guinness Book of World Records ca fiind rapperul cu cele mai multe vânzări de albume din lume, peste 120 de milioane, 65 de milioane doar în America. Majoritatea cântecelor lui Tupac sunt despre viața grea din ghetouri, rasism, problemele din societate și, uneori, insulte adresate altor rapperi. Tupac este cunoscut pentru susținerea egalității rasei și egalitatea economică, cunoscut de asemenea și pentru descrierea în detaliu a violenței, abuzul de droguri și conflicte cu legea. El este considerat de mulți drept unul dintre cei mai mari rapperi din toate timpurile. O mare parte din activitatea lui Shakur a fost remarcată pentru abordarea problemelor sociale contemporane care au afectat orașele din interior și el este considerat un simbol al rezistenței și activismului împotriva inegalității.
Shakur s-a născut în cartierul Harlem din New York City, dar s-a mutat în San Francisco Bay Area în 1988. Ulterior s-a mutat la Los Angeles în 1993 pentru a-și continua cariera muzicală. Când a lansat albumul de debut 2Pacalypse Now, în 1991, a devenit o figură centrală în West Coast hip hop, introducând probleme sociale în gen, într-o perioadă în care gangsta rap-ul era dominant în mainstream.  Shakur a obținut un succes critic și comercial suplimentar cu albumele sale următoare Strictly 4 My N.I.G.G.A.Z ... (1993) și cu aclamatul critic Me Against the World (1995), care este considerat a fi magnum opusul său.
Mai târziu în acel an, după ce a avut probleme legale și un jaf armat, Shakur s-a implicat puternic în rivalitatea în creștere din hip hop Coasta de Est - Coasta de Vest. În acest timp, albumul său dublu disc All Eyez on Me (1996), a devenit certificat diamant. Acesta marchează unul dintre cele câteva albume de rap pentru a realiza acest feat. La 7 septembrie 1996, Shakur a fost împușcat de patru ori de un agresor necunoscut, într-un drive-by shooting din Las Vegas; a murit șase zile mai târziu și trăgătorul nu a fost niciodată capturat. The Notorious B.I.G., prietenul lui Shakur devenit rival, la început a fost considerat suspect, dar a fost asasinat într-un alt drive-by shooting câteva luni mai târziu. Cinci albume suplimentare au fost lansate de la moartea lui Shakur, toate fiind certificate de platină.
În afara muzicii, Shakur a obținut succes și ca actor, cu rolurile sale de episcop în Juice (1992), Lucky în Poetic Justice (1993) unde a jucat alături de Janet Jackson, Ezekiel în Gridlock'd (1997), și Jake în Gang Related (1997), toate strângând laude din partea criticilor.
Shakur este unul dintre cei mai vânduti artiști de muzică din toate timpurile care a vândut peste 75 de milioane de discuri în întreaga lume. În 2002, a fost introdus în sala de renume a Hip-Hop Hall of Fame. În 2003, Universitatea Harvard a sponsorizat un simpozion academic intitulat „All Eyez on Me: Tupac Shakur and the Search for the Modern Folk Hero”. În 2010, a fost trimis la Registrul Național de Înregistrare al Bibliotecii Congresului. În 2017, a fost introdus în Rock and Roll Hall of Fame în primul său an de eligibilitate. Rolling Stone l-a inclus în lista 100 Greatest Artists of All Time.

## Biografie

### Lansarea
Și-a început cariera de rapper în anul 1990 când a înregistrat prima sa melodie cu ajutorul grupului vocal „Digital Underground”. Mai târziu a fost lansat primul său album și anume „2Pacalypse Now” care i-a adus foarte multe critici din cauza limbajului agresiv.

### Thug Life 2Pac
În 1993, Tupac formează grupul „Thug Life” împreună cu câțiva prieteni de ai săi: Big Syke, Macadoshis, fratele său vitreg Mopreme Shakur și Rated R. Grupul a lansat primul și ultimul lor album Thug Life Vol. 1 pe 26 septembrie 1994. Conceptul „Thug Life” în viziunea lui Tupac era o filozofie pentru viață. A dezvoltat cuvântul în The Hate U Give Little Infants Fucks Everybody. El a definit cuvântul thug nu ca un criminal, ci ca un om care este stabil, care își știe puterile, care își face viața lui și este mândru de realizările sale.

### Cariera de actor
Tupac Shakur și-a început cariera de actor cu filmul „Juice” din 1992, unde interpreta un adolescent pe nume Bishop. Filmul a fost foarte bine văzut, criticii spunând că Bishop este un personaj complex și reprezintă o parte din adolescenții din ziua de astăzi. În 1993, a jucat în filmul „Poetic Justice”, alături de Janet Jackson, jucând în rolul unui postaș pe nume Lucky. Se zvonea că rolul fusese scris de fapt pentru Ice Cube. În 1994, Tupac a jucat în filmul „Above The Rim”, un film dramatic despre baschet, unde el joacă rolul unui traficant de droguri. În 1996, Tupac a filmat filmul Bullet, care a fost lansat la câteva luni după moartea sa. În acest film, Tupac joacă rolul lui Tank. Următorul său film a fost Gridlock'd, lansat tot la câteva luni după moartea sa, jucând rolul lui Ezekiel 'Spoon' Whitmore. În 1997, a fost lansat ultimul film a lui Tupac, numit „Gang Related”, unde joacă rolul unui detectiv corupt pe nume Rodriguez.

### Atentatul din noiembrie 1994
În noaptea de 30 noiembrie 1994, cu o zi înainte de judecarea sa din cauza unui presupus atac sexual, Shakur a fost împușcat de cinci ori și a fost jefuit după ce a intrat în camera din Quad Record Studios din Manhattan, New York, de către doi oameni de culoare înarmați, care purtau cagule. Mai târziu Tupac i-a acuzat pe Puff Daddy (P Diddy), Andre Harrell și Biggie Smalls, pe care i-a crezut responsabili de această faptă deoarece considera ca atentatul a fost o consecință a faptului ca el refuzase sa semneze un contract cu Bad Boy, contract pe care Andre Harrell i-l propuse. După spusele doctorilor, Tupac a avut două gloanțe în cap, două gloanțe în vintre și unul în braț. El l-a mai acuzat și pe asociatul său Randy Walker. A ieșit din spital la trei ore după operație, împotriva ordinelor doctorilor, ducându-se la tribunal într-un scaun cu rotile, unde a fost găsit vinovat și a fost închis la penitenciarul din New York.
Pe 30 noiembrie 1995, la exact un an după acest eveniment, Randy Walkers a fost omorât în Queens, fiind împușcat de la mică distanță.

### Condamnarea

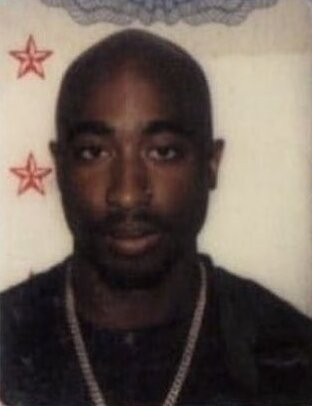
Tupac Shakur în 1995

Tupac a intrat în penitenciar pe 14 februarie 1995, la Clinton Correctional Facility. La scurt timp după asta a lansat albumul multi-platină „Me Against The World”. Tupac este singurul artist care a avut un album pe primul loc în Bilboard 200 în timp ce era în închisoare. Albumul a debutat cu numărul 1 în Bilboard 200 și a rămas acolo timp de cinci săptămâni. Albumul a fost vândut în 240.000 de exemplare în prima săptămână, Tupac fiind primul rapper care a atins această performanță. S-a căsătorit cu prietena sa, Keisha Morris, dar căsătoria a fost anulată. În închisoare, Tupac a citit multe cărți de Niccolo Machiavelli, Sun Tzu-Arta Războiului și alte lucrări despre filozofia politică și strategică. A scris și un scenariu numit Live 2 Tell, o poveste despre un adolescent care devine un mare traficant de droguri. În octombrie 1995, cazul lui Tupac era analizat, dar datorită cheltuielilor de judecată nu a putut strânge suma de 1.4 milioane de dolari. După ce a servit 11 luni de închisoare, Shakur a fost eliberat datorită lui Marion ,,Suge" Knight, care a plătit suma cu condiția ca Tupac să semneze cu Death Row.

### Viața în Death Row
După ce a fost eliberat, Tupac a semnat imediat cu casa de discuri „Death Row”, formând un grup nou numit „The Outlawz” pe al căror membri i-a introdus în piesa „Hit'em up” care conținea cuvinte jignitoare la adresa rapperului Biggie Smalls și a casei de discuri Bad Boy. Din acel moment cele două case de discuri au devenit rivale până la moartea celor doi.
În februarie 1996, Tupac Shakur lansează al patrulea său album intitulat „All Eyez On Me”, un album dublu, ceea ce l-a făcut primul rapper din istorie care a lansat un album ce conținea două părți. Acesta a fost primul album lansat după venirea la Death Row fiind vândut în 9 milioane de exemplare. Afeni Shakur a recunoscut că Tupac a înregistrat 147 de melodii în acea perioadă, majoritatea melodiilor fiind lansate în albume post-mortem, precum „Better Dayz” sau „Until The End Of Time”.

### Makaveli
În perioada încarcerării lui în penitenciarul de maximă securitate Clinton, Tupac a citit și studiat cărțile lui Niccolò Machiavelli și a altor scriitori cunoscuți, preluând astfel pseudonimul de „Makaveli” regăsit în albumul său „The Don Killuminati: The 7 Day Theory”, albumul prezentând un contrast al lucrărilor anterioare. Pe întreaga durată a albumului, Shakur continuă să se bazeze pe temele reprezentate de durere, făcând acest album să prezinte cele mai evoluate idei din cariera sa. Acesta a scris și înregistrat toate versurile în numai trei zile, iar fazele de producție au durat patru zile, rezultând un total de șapte zile pentru completarea albumului. Albumul a fost terminat înainte de moartea sa, acesta punându-și în totalitate amprenta asupra detaliilor. Albumul a debutat pe primul loc și a fost vândut în 663.000 de exemplare încă din prima săptămână.

### Împușcăturile și moartea
În noaptea de 7 septembrie 1996, Tupac a fost prezent la  meciul de box dintre Mike Tyson și Bruce Seldon ce a avut loc la MGM Grand în Las Vegas. După acel meci, unul dintre asociații lui Suge Knight l-a văzut pe Orlando „Baby Lane” Anderson în holul MGM Grand și l-a anunțat pe Tupac de prezența acestuia, Tupac atacându-l. Cei care erau cu Tupac l-au lovit și ei de asemenea pe Orlando Anderson. Bătaia a fost înregistrată pe sistemul de supraveghere al hotelului. 
Cu câteva săptămâni înainte, Anderson și câțiva membrii din Crips l-au jefuit pe unul dintre membrii casei de discuri Death Row într-un magazin de încălțăminte, precipitând atacul lui Tupac. După confruntarea sa cu Anderson, Tupac s-a urcat în mașina lui Suge Knight, o limuzină neagră (BMW 750i), împreună cu membrii grupului „The Outlawz” și gărzile de corp pentru a merge către clubul deținut de Death Row, Clubul 662. La 10:55 pm, mașina a oprit la un semafor timp în care Tupac a fost fotografiat.  Knight. Au fost lasati sa plece fara a fi amendați câteva minute mai târziu . 
În jurul orei 23:15, a apărut un Cadillac alb din care s-a tras în mașină lui Suge Knight, gloanțele nimerindu-l atât pe Suge Knight, cât și pe Tupac, cel din urmă fiind grav rănit. După împușcături, Tupac a fost dus la Centrul Medical Universitar din Las Vegas, unde a fost tratat timp de șase zile, dar a murit din cauza problemelor pulmonare. Pe 13 septembrie 1996, la 04:03 am, Tupac Shakur a fost declarat mort. După acestea, corpul lui Tupac a fost incinerat, iar cenușa sa a fost împrăștiată în Oceanul Pacific, o parte din cenușă fiind amestecată cu marijuana de membrii grupului „The Outlawz”. Familia și prietenii au împărțit resturile rămase într-o ceremonie ce a avut loc în Soweto, Africa de Sud. Ceremonia a fost întârziată de la 13 septembrie 1996 la 16 iunie 1997, care ar fi fost a 26-a zi de naștere a lui Tupac.

## Discografie
| Albume de studio - 1991: 2Pacalypse Now - 1993: Strictly 4 My N.I.G.G.A.Z. - 1994: Thug Life: Volume 1 (cu Thug Life) - 1995: Me Against the World - 1996: All Eyez on Me - 1996: The Don Killuminati: The 7 Day Theory | Albume de studio post-mortem - 1996: The Don Killuminati: The 7 Day Theory - 1997: R U Still Down? (Remember Me) - 1999: Still I Rise (cu Outlawz) - 2001: Until the End of Time - 2002: Better Dayz - 2004: Loyal to the Game - 2006: Pac's Life |

Altele
- 1992 : Juice (coloană sonoră)
- 1993 : Poetic Justice (coloană sonoră)
- 1994 : Above the Rim (coloană sonoră)
- 1997 : Gang Related (coloană sonoră)
- 1997 : Gridlock'd (coloană sonoră)
- 1998 : In His Own Words (interviuri, instrumentaluri și inedite)
- 2000 : The Rose That Grew from Concrete (poeme)
- 2003 : Nu-Mixx Klazzics (album remix)
- 2003 : The Prophet: The Best of the Works
- 2004 : 2Pac Live (live)
- 2005 : The Rose, Vol. 2 (poeme)
- 2005 : Tupac: Live at the House of Blues (live)
- 2005 : Thug Angel - Life Of An Outlaw Part I (document de Quincy Jones despre Tupac)
- 2007 : Beginnings: The Lost Tapes 1988–1991 (album de inedituri)
- 2007 : Nu-Mixx Klazzics Vol. 2 (album remix)

Single-uri în Top 10 Billboard
- 1991: „Brenda's Got a Baby”
- 1991: „If My Homie Calls”
- 1993: „I Get Around”
- 1993: „Keep Ya Head Up”
- 1995: „Dear Mama”
- 1995: „Old School”
- 1995: „So Many Tears”
- 1996: „California Love”
- 1996: „How Do You Want It”
- 1997: „To Live & Die in L.A.”
- 1997: „Made Niggaz”
- 1997: „Do For Love”
- 1998: „Changes”
- 2002: „Thugz Mansion”
- 2003: „Runnin' (Dying to Live)”
- 2005: „Ghetto Gospel”
- 2006: „Pac's Life”

## Filmografie
| An   | Titlu                          | Rol                           | Note                                           |
| ---- | ------------------------------ | ----------------------------- | ---------------------------------------------- |
| 1991 | Nothing But Trouble            | El însuși (în context fictiv) |                                                |
| 1992 | Juice                          | Roland Bishop                 |                                                |
| 1993 | Poetic Justice                 | Lucky                         |                                                |
| 1994 | Above the Rim                  | Birdie                        |                                                |
| 1995 | Murder Was the Case: The Movie | Sniper                        | (Necreditat). Segmentul "Natural Born Killaz". |
| 1996 | Bullet                         | Tank                          | Lansat la o lună după moartea sa               |
| 1997 | Gridlock'd                     | Ezekiel 'Spoon' Whitmore      | Lansat după 4 luni după moartea sa             |
| 1997 | Gang Related                   | Detective Jake Rodriguez      |                                                |

### Documentare
- 1997: Tupac Shakur: Thug Immortal
- 1997: Tupac Shakur: Words Never Die (TV)
- 2001: Tupac Shakur: Before I Wake...
- 2001: Welcome to Deathrow
- 2002: Tupac Shakur: Thug Angel
- 2002: Biggie & Tupac
- 2002: Tha Westside
- 2003: 2Pac 4 Ever
- 2003: Tupac: Resurrection
- 2004: Tupac vs.
- 2004: Tupac: The Hip Hop Genius (TV)
- 2006: So Many Years, So Many Tears
- 2007: Tupac: Assassination
- 2009: Tupac: Assassination II: Reckoning

## Cărți
Biografice
- Tupac: Resurrection (2003)
- Tupac Shakur Legacy (2006)
- Tupac Remembered (2007)
- Thru My Eyes: Thoughts on Tupac Shakur in Pictures and Words
- Rebel for the Hell of It: The Life of Tupac Shakur
- Death Rap Tupac Shakur
- Tupac Shakur (They Died Too Young)
- Got Your Back: The Life of a Bodyguard in the Hardcore World of Gangsta Rap
- Back in the Day: My Life and Times With Tupac Shakur
- The Killing of Tupac Shakur
- Jesus and the Hip-Hop Prophets: Spiritual Insights from Lauryn Hill and Tupac Shakur
- How Long Will They Mourn Me?: The Life and Legacy of Tupac Shakur
- Holler If You Hear Me
- Dear 2Pac
- All Eyez on Me: The Life and Times of Tupac Shakur
- Tupac (Hip Hop)
- Tupac: A Thug Life
- Tough Love: Cultural Criticism & Familial Observations on the life and death of Tupac Shakur (Black Words Series)
- Tupac Shakur (Just the Facts Biographies)
- Tupac Shakur (People in the News)
- Tupac Shakur (Rock Music Library)
- Tupac and Elvis (Inevitably Restless)
- Tupac Shakur (Hip-Hop Stars)
- Static: My Tupac Shakur Story
- Tupac Shakur: 2Pac in the Studio (The Studio Years (1989 - 1996))

Poezii
- The Rose That Grew From Concrete (1999)
- I`m alive  (2017)